# Olof Wijk den äldre

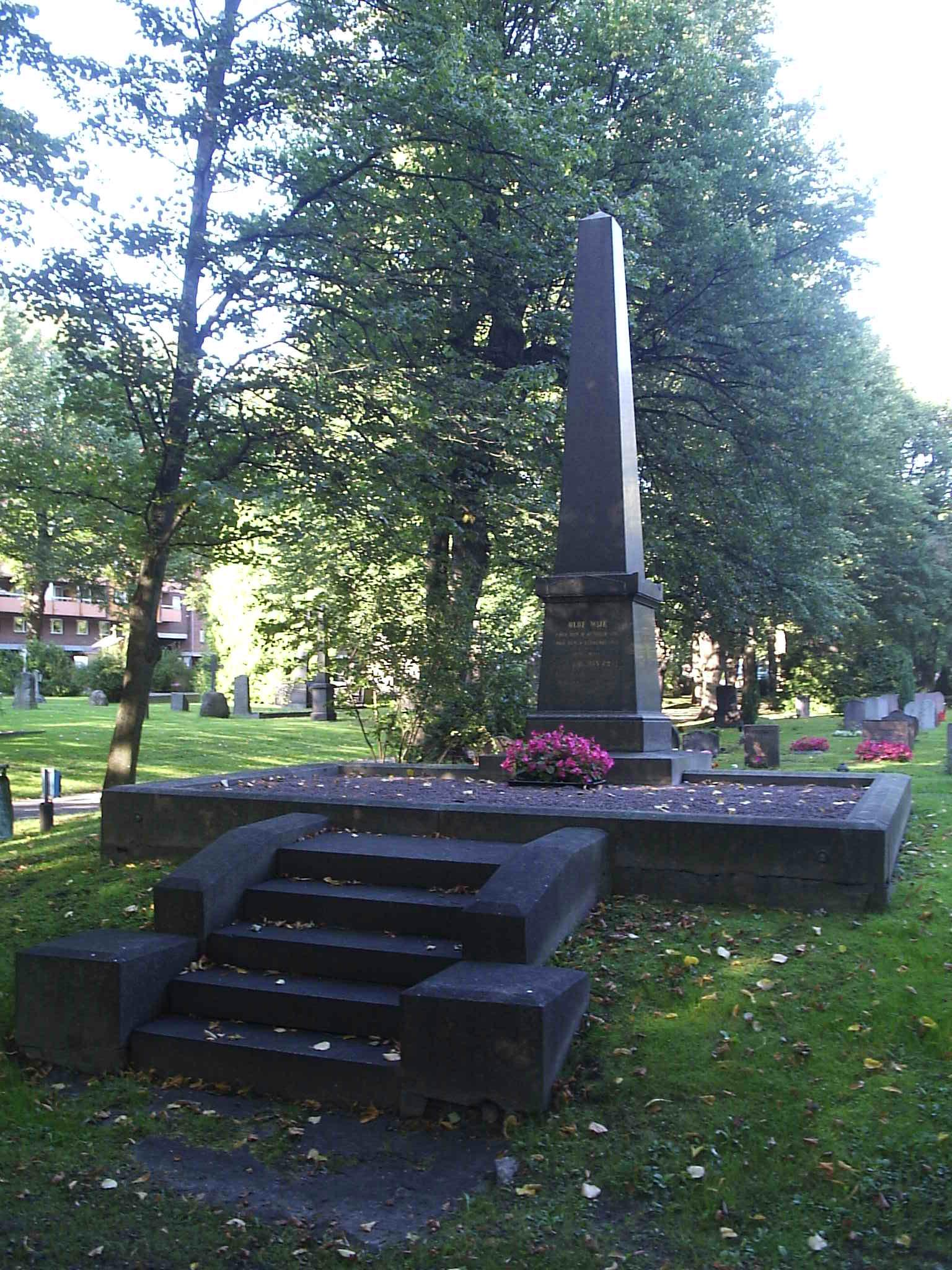
Wijk gifte sig 1832 med Hilda Virginia Prytz (1810-1890), tillsammans ligger de begravda på Stampens kyrkogård i Göteborg.

Olof Wijk, född 9 oktober 1786 i Masthugget (Amiralitetsvarvs församling) i Göteborg, död 4 februari 1856 i Göteborg, var en svensk affärsman och politiker. Han var riksdagsledamot för borgarståndet vid flera riksdagar 1834–1854 samt talman 1850–1851.

## Biografi
För att tillfredsställa sonens böjelse för sjöfartsyrket lät fadern honom i ungdomen göra en sjöresa, varefter Wijk kände sig mätt på sjölivet och 1798 fick han plats på engelsmannens James Christies kontor i Göteborg. Efter Christies frånfälle 1806, skötte Wijk affärerna för sterbhusets räkning till årets slut, varefter han övertog firman som inregistrerades 1807. Varulagret, som värderades till omkring 8 000 riksdaler riksgälds, fick han på kredit. Helt likviderat blev det 1811. Rörelsen som startades med ett kapital av 1 300 riksdaler. År 1808 blev han borgare i Göteborg. I samband med kontinentalperioden 1808–1810 utrustade Wijk, tillsammans med blivande svåger William Gibson och flera, kuttern Snapp-opp som ett kaperifartyg med åtta kanoner och fyra nickhakar samt 36 mans besättning. Som ett komplement köpte Wijk 1813 salteriet Kristineberg, vilket 1818 omvandlades till en segelduksfabrik och snart (1822) blev störst i Göteborg i sin bransch med en årsproduktion av över 50 000 alnar segel.
Under de följande åren företog han omfattande resor till flera av Europas länder, till England och Skottland 1810, till Ryssland 1811, till England, Irland, Holland, Belgien, Tyskland och Danmark 1817–1818 och vann med ökade rikedomar ökat förtroende och anseende samt mottog kommerserådstiteln 1820. Men det var hans omfattande resa i USA 1829 som gav mest utdelning i form av nya kontrakt på järnleveranser.
Självständig, kunskapsrik och utrustad med stor praktisk duglighet, anlitades han både av regering och medborgare i flera viktiga värv. Sålunda var han 1818–1835 ordförande för Göteborgs stads äldste, 1824 ledamot i styrelsen för segelfartens förbättrande mellan Vänern och Västerhavet, 1835 ledamot i kommittén för granskning av Göta kanals segelfartstaxa, sedermera även i kommittén för uppgörande av förslag för Trollhätte slussverks ombyggande, samt i hospitalsdirektionen i Göteborg. 1838 blev han ordförande i styrelsen för arbetena i Göta älv och Göteborgs hamn, "Kongl. Direktionen öfver Götheborgs Hamn- och Elfarbeten", (framför allt muddringsarbeten) och 1850 ordförande i Göta kanals bolag och direktion. Ett av hans fartyg var det första som år 1822, då kanalen öppnades, från Göta älvs mynning seglade upp till Vänern och vidare in på Vättern.
Wijk var ordförande i Älvstyrelsen och Sjöassuransföreningen fram till sin död, i Nykterhetsföreningen, i Sjömanshusets och Navigationsskolans direktioner, ledamot i kommittén för ordnande av stadens gator och gatubelysning, ledamot i Karantänkommissionen samt i direktionerna för Hospitalet och Chalmerska slöjdskolan. År 1830 blev han riddare av Nordstjärneorden.
Under riksdagarna 1834–1835, 1840–1841, 1850–1851 och 1853–1854 deltog Wijk som staden Göteborgs representant i borgarståndets förhandlingar och var vid 1834–1835 års riksdag vice talman, 1850 talman samt 1853 ledamot av talmanskonferensen. Till sin politiska åskådning var Wijk konservativ.
1825 blev han vald till statsrevisor, och 1831 ledamot av Kungliga Vetenskaps- och Vitterhetssamhället i Göteborg. Wijk bidrog till sin Göteborgs förskönande och bildade det första nykterhetssällskapet i Sverige. 1958 restes i Bältespännarparken i Göteborg en byst i granit föreställande Wijk, skapad av Artur Johansson. Det var en hyllning till Wijks initiativ att främja byggandet av Nya Allén.
År 1850 köpte Olof Wijk 751/1416 mantal kronoskattehemmanet Norra Surte och hela Norra Surte kvarnström. En fabrik började byggas här och maskiner köptes från England för ett spinneri och ett väveri. Allt avstannade dock när Olof Wijk avled 1856.
Det "Wijkska huset" vid Lilla Torget 1 i Göteborg uppfördes 1853, efter ritningar av arkitekten Adolf W. Edelsvärd.

## Familj

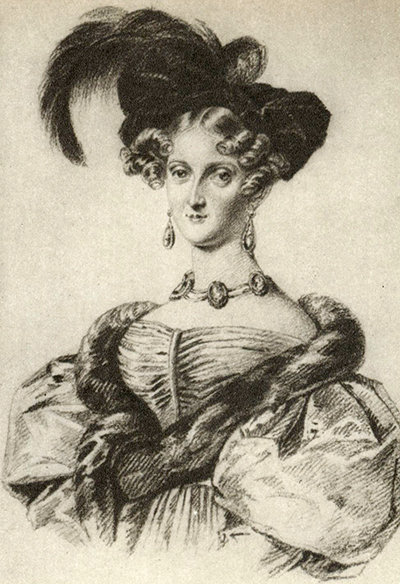
Hilda Wijk.
Teckning av Maria Röhl 1834.

Wijks föräldrar var sjökaptenen Erik Wijk och Olivia Romare. Han gifte sig 9 oktober 1832 i det Prytzka huset vid Södra Hamngatan 27 med Hilda Virginia Prytz (1810–1890), kallad "den blåögda" och dotter till grosshandlaren Anders Magnus Prytz (1775–1837) och Margareta Magdalena Brink (1783–1860). Hilda Virginia Prytz härstammade från Gustav Vasa genom Erik XIV:s dotter Virginia. Esaias Tegnér lärde känna henne 1834 och ett varmt vänskapsförhållande uppstod. Hon avvisade emellertid Tegnérs kärleksförklaringar.
Olof Wijk blev far till: 
- Olof Wijk den yngre (1833–1901)
- Erik Wijk (1836–1910), grosshandlare och politiker. Gift 20 oktober 1868 med Emily Dickson (1849–1943). Två döttrar.
- Carl Wijk (1839–1907), grosshandlare. Gift 9 oktober 1864 med Emma Röhss (1843–1896). Två söner och en dotter.
- Ivar Wijk (1841–1911), godsägare. Gift 1:o med Hedvig Norström (1843–1869) och 2:o 3 september 1872 med Mary Dickson (1854–1911). Två söner.
- Gerda Virginia Wijk (1843–1881). Gift 31 mars 1864 med generalmajor Johan Fredrik Lilliehöök af Fårdala. Två söner.
- Knut Wijk (1851–1890), godsägare. Gift 1878 med Agnes Blidberg (1859–1926). En son och två döttrar.

## Eftermäle
En byst i granit, utförd av Artur Johansson, uppställdes i Nya Allén och avtäcktes 1956. Wijk var den som ivrigast verkade för att Nya Allén skulle anläggas.